# ساكورا كويست
ساكورا كويست (باليابانية: サクラクエスト، بالروماجي: Sakura Kuesuto) هو مسلسل أنمي ياباني تلفزيوني من إنتاج استوديو P.A.Works، وإخراج سويتشي ماسوي، عرض الأنمي في 5 أبريل عام 2017 واستمر عرضه حتى 20 سبتمبر عام 2017، وتكون من 25 حلقة.

## القصة
تدور أحداث القصة عن يوشينو كوهارو، هي فتاة تبحث عن عمل في طوكيو لكنها لم تجد سوى الرفض. تتلقى عرض للعمل مع الهيئة السياحة في قرية مانوياما المتعثرة اقتصاديًا. بدون خيار آخر تقبل يوشينو العرض وتسافر إلى مانوياما، وتكتشف أنها قد تم تعيينها عن طريق الخطأ، وأن مدة عقدها هي يوم واحد بدلاً من عام واحد كما اعتقدت في البداية.

## الشخصيات
يوشينو كوهارو (باليابانية: 木春由乃، بالروماجي: Koharu Yoshino)
مؤدية الصوت: أياكا ناناسي
شيوري شينوميا (باليابانية: 四ノ宮しおり، بالروماجي: Shinomiya Shiori)
مؤدية الصوت: رينا أويدا
ماكي ميدوريكاوا (باليابانية: 緑川真希، بالروماجي: Midorikawa Maki)
مؤدية الصوت: تشيكا أنزاي
ريريكو أوريبي (باليابانية: 織部凛々子، بالروماجي: Oribe Ririko)
مؤدية الصوت: تشيما تاناكا
ساناي كوزوكي (باليابانية: 香月早苗، بالروماجي: Kōzuki Sanae)
مؤدية الصوت: ميكاكو كوماتسو
أوشيماتسو كادوتا (باليابانية: 門田丑松، بالروماجي: Kadota Ushimatsu)
مؤدي الصوت:أتسشي أونو
تشيتوسي أوريبي (باليابانية: 織部千登勢، بالروماجي: Oribe Chitose)
مؤدية الصوت: ماكي أيزاوا
تاكاميزاوا (باليابانية: 高見沢، بالروماجي: Takamizawa)
مؤدي الصوت: كاتسويوكي كونيشي
يامادا (باليابانية: 山田، بالروماجي: Yamada)
مؤدي الصوت: هيرو شيمونو
مينو (باليابانية: 美濃، بالروماجي: Mino)
مؤدي الصوت: دايكي هامانو
سيد سانادال (باليابانية: サンダルさん، بالروماجي: Sandaru-san)
مؤدي الصوت: فيناي مورثي
أنجليكا (باليابانية: アンジェリカ، بالروماجي: Anjerika)
مؤدية الصوت: ناناكو موري
إيريكا سوزوكي (باليابانية: 鈴木エリカ، بالروماجي: Suzuki Erika)
مؤدي الصوت: تومويو كوروساوا

## وصلات خارجية
- الموقع الرسمي باللغة اليابانية
- ساكورا كوست على موقع IMDb (الإنجليزية)
- ساكورا كوست على موقع قاعدة بيانات الفيلم (الإنجليزية)
- ساكورا كوست على موقع ANN anime (الإنجليزية)